# Норт-Фейрфілд (Огайо)
Норт-Фейрфілд (англ. North Fairfield) — селище (англ. village) в США, в окрузі Гурон штату Огайо. Населення — 465 осіб (2020).

## Географія
Норт-Фейрфілд розташований за координатами 41°6′17″ пн. ш. 82°36′46″ зх. д. / 41.10472° пн. ш. 82.61278° зх. д. (41.104800, -82.612858).  За даними Бюро перепису населення США в 2010 році селище мало площу 1,20 км², з яких 1,20 км² — суходіл та 0,01 км² — водойми.

## Демографія
Згідно з переписом 2010 року, у селищі мешкало 560 осіб у 182 домогосподарствах у складі 141 родини. Густота населення становила 466 осіб/км².  Було 202 помешкання (168/км²).
Расовий склад населення:
| - 96,8 % — білих - 1,1 % — азіатів - 0,2 % — корінних американців |

До двох чи більше рас належало 1,8 %. Частка іспаномовних становила 0,9 % від усіх жителів.
За віковим діапазоном населення розподілялося таким чином: 31,1 % — особи молодші 18 років, 59,8 % — особи у віці 18—64 років, 9,1 % — особи у віці 65 років та старші. Медіана віку мешканця становила 32,9 року. На 100 осіб жіночої статі у селищі припадало 102,2 чоловіків;  на 100 жінок у віці від 18 років та старших — 104,2 чоловіків також старших 18 років.
Середній дохід на одне домашнє господарство  становив 60 917 доларів США (медіана — 58 125), а середній дохід на одну сім'ю — 70 330 доларів (медіана — 71 750). Медіана доходів становила 49 000 доларів для чоловіків та 32 188 доларів для жінок. За межею бідності перебувало 8,3 % осіб, у тому числі 9,9 % дітей у віці до 18 років та 1,4 % осіб у віці 65 років та старших.
Цивільне працевлаштоване населення становило 294 особи. Основні галузі зайнятості: виробництво — 35,7 %, освіта, охорона здоров'я та соціальна допомога — 13,3 %, будівництво — 11,2 %, роздрібна торгівля — 10,2 %.